# ایستگاه ولزلی
ایستگاه ولزلی (انگلیسی: Wellesley station) یک ایستگاه متروی زیرزمینی در خط یک یانگ–یونیورسیتی متروی تورنتو است.